# Laricobius caucasicus
Laricobius caucasicus is een keversoort uit de familie tandhalskevers (Derodontidae). De wetenschappelijke naam van de soort is voor het eerst geldig gepubliceerd in 1893 door Rost.